# 丿贯
丿貫（日语：丿貫/へちかん、べちかん，?—?），战国时代后期到安土桃山时代的传说中的茶人。名字可以写作丿恒、丿観、別貫等。在这里「丿（ヘツ、ヘチ）」是“撇”的古字，而不是片假名的「ノ」。因为是現代少用的古字，也有翻译为“茶贯”或者“之贯”的。
据说出身于京都上京的商家坂本屋，一说出身美浓。据说是医师曲直濑道三的侄女婿，在武野绍鸥门下修习茶道。在山科建造茶庵居住，以种种奇行为人所知。久须见疎安的『茶話指月集』（1640年）中记载，天正15年（1587年）丰臣秀吉主办的名为北野大茶汤的野点（户外茶会）中，撇贯撑起了一把直径一间半（约合2.7米）的朱红大伞，在其下设置茶席，十分引人注目。秀吉大为惊喜，之后赐予了撇贯以免除杂税的特权。
江户时代中期成书的薮内竹心的『源流茶話』中记载，「丿貫は、侘びすきにて、しいて茶法にもかかはらず、器軸をも持たず、一向自適を趣とす」（撇贯的风格简朴闲寂，不拘泥于茶法，不使用茶具，一向自适成趣。）「異風なれ共、いさぎよき侘数奇なれば、時の茶人、交りをゆるし侍りしと也」（除了风格独特之外，还清净简朴，为当时的茶人所推崇和学习）。 丿贯并不使用当时流行的昂贵的茶器，而是追求自己的茶道。另有久须见疎安的『茶話指月集』中记载，撇贯用的手取釜只有一口，既用来煮菜煮饭，也用来泡茶，据说过着清贫的生活。另一方面，与当时的茶人・数寄者也有交流，据说跟千利休尤其交情深厚。然而江户后期的柳泽淇园的『雲萍雑誌』中却记载，撇贯和利休在茶道上有分歧，曾感叹好友利休的茶风过于谄媚世俗。民间传说撇贯在自己的茶庵招待千利休时，曾经在庵前挖了一个陷阱让利休掉进去，然后让利休沐浴并提供了新的衣物，不过可信度不高。
据说晩年前往了萨摩。萨南学派南浦文之曾留下记述撇贯前来交流的诗句。有可能之后就在萨摩去世了。『三国名勝図会』记载鹿儿岛郡西田村留有名为「丿恒石」的墓碑。
表千家的良休宗左（随流斎）曾记述，在露地（茶室的庭院）中穿的雪駄原本是 丿贯设计出来的。